# Florence P. Dwyer
Florence Price Dwyer, née le 4 juillet 1902 et morte le 29 février 1976 est une femme politique américaine du parti républicain qui représenté une grande partie du comté d'Essex, au New Jersey, à la Chambre des représentants des États-Unis de 1957 à 1973. De 1967 à 1973, elle représente également représenté une partie du comté d'Union, dans le New Jersey également.
Elle est la deuxième femme à être élue à la Chambre des représentants des États-Unis pour le New Jersey et elle est la première femme républicaine du New Jersey à être élue à la Chambre. Elle défend les droits des femmes tout au long de sa carrière politique.

## Jeunesse
Dwyer naît Florence Louise Price à Reading, en Pennsylvanie. Elle fréquente l'école publique de Reading et de Toledo, dans l'Ohio, après y avoir déménagé. Elle s'installe ensuite à Elizabeth, dans le New Jersey. Elle suit des cours à la Rutgers Law School et devient présidente de la législation de l'État de la fédération des femmes d'affaires et professionnelles du New Jersey.

## Carrière
Dwyer est déléguée suppléante à la convention nationale républicaine en 1944 et 1948. Elle est ensuite élue à l'Assemblée générale du New Jersey, où elle siège de 1950 à 1956. La députée Dwyer présente le projet de loi Equal Pay for Equal Work (paie égale pour travail égal), qui est adopté en 1952. Cette loi criminalise la discrimination salariale fondée sur le sexe et devient un modèle pour la législation fédérale.
En 1956, elle est élue à la Chambre des représentants des États-Unis pour le premier de ses huit mandats. En 1962, elle coparraine la loi sur l'égalité des salaires, qui est adoptée l'année suivante. En 1970, elle aide la représentante Martha W. Griffiths à présenter l'amendement sur l'égalité des droits (Equal Rights Amendment - ERA) à la Chambre des représentants, après qu'il a été bloqué en commission plusieurs décennies auparavant. L'amendement, rédigé à l'origine par Alice Paul en 1923, est adopté par la Chambre et le Sénat, mais son délai de ratification passe sans que le nombre requis de législatures d'État ne l'approuve. L'ERA est depuis réintroduite des dizaines de fois sans succès.
Dwyer vote en faveur des lois sur les droits civils de 1957, 1960 (en), 1964 et 1968, ainsi que du vingt-quatrième amendement de la Constitution des États-Unis et de la loi sur le droit de vote de 1965. Elle est également partisane de l'amendement sur l'égalité des droits. Mme Dwyer soutient l'ERA dès son premier mandat au Congrès en 1957.
Dwyer n'est pas candidate à la réélection en 1972. Elle se retire à Elizabeth où elle meurt en 1976. Son corps est enterré au cimetière de St. Gertrude, à Colonia, dans le New Jersey.